# Stoutsville (Ohio)
Stoutsville és una vila dels Estats Units a l'estat d'Ohio. Segons el cens del 2000 tenia 581 habitants.

## Demografia
Segons el cens del 2000, Stoutsville tenia 581 habitants, 214 habitatges, i 161 famílies. La densitat de població era de 168,7 habitants/km².
Dels 214 habitatges en un 40,2% hi vivien nens de menys de 18 anys, en un 61,2% hi vivien parelles casades, en un 10,7% dones solteres, i en un 24,3% no eren unitats familiars. En el 21,5% dels habitatges hi vivien persones soles l'11,2% de les quals corresponia a persones de 65 anys o més que vivien soles. El nombre mitjà de persones vivint en cada habitatge era de 2,71 i el nombre mitjà de persones que vivien en cada família era de 3,1.
Per edats la població es repartia de la següent manera: un 28,1% tenia menys de 18 anys, un 6,2% entre 18 i 24, un 31,7% entre 25 i 44, un 23,2% de 45 a 60 i un 10,8% 65 anys o més.
L'edat mediana era de 34 anys. Per cada 100 dones de 18 o més anys hi havia 88,3 homes.
La renda mediana per habitatge era de 46.765 $ i la renda mediana per família de 50.278 $. Els homes tenien una renda mediana de 34.643 $ mentre que les dones 24.318 $. La renda per capita de la població era de 25.626 $. Aproximadament el 3,1% de les famílies i el 3,8% de la població estaven per davall del llindar de pobresa.

## Poblacions properes
El següent diagrama mostra les poblacions més properes.